# Edenton (Észak-Karolina)
Edenton település az Amerikai Egyesült Államok Észak-Karolina államában, Chowan megyében, melynek megyeszékhelye is. Lakosainak száma 4460 fő (2020. április 1.).

## Népesség
A település népességének változása:

| 2010 | 5 004 |
| 2020 | 4 460 |